# Otmar Mäder

Otmar Mäder, 1994
(Foto: Herbert Maeder)

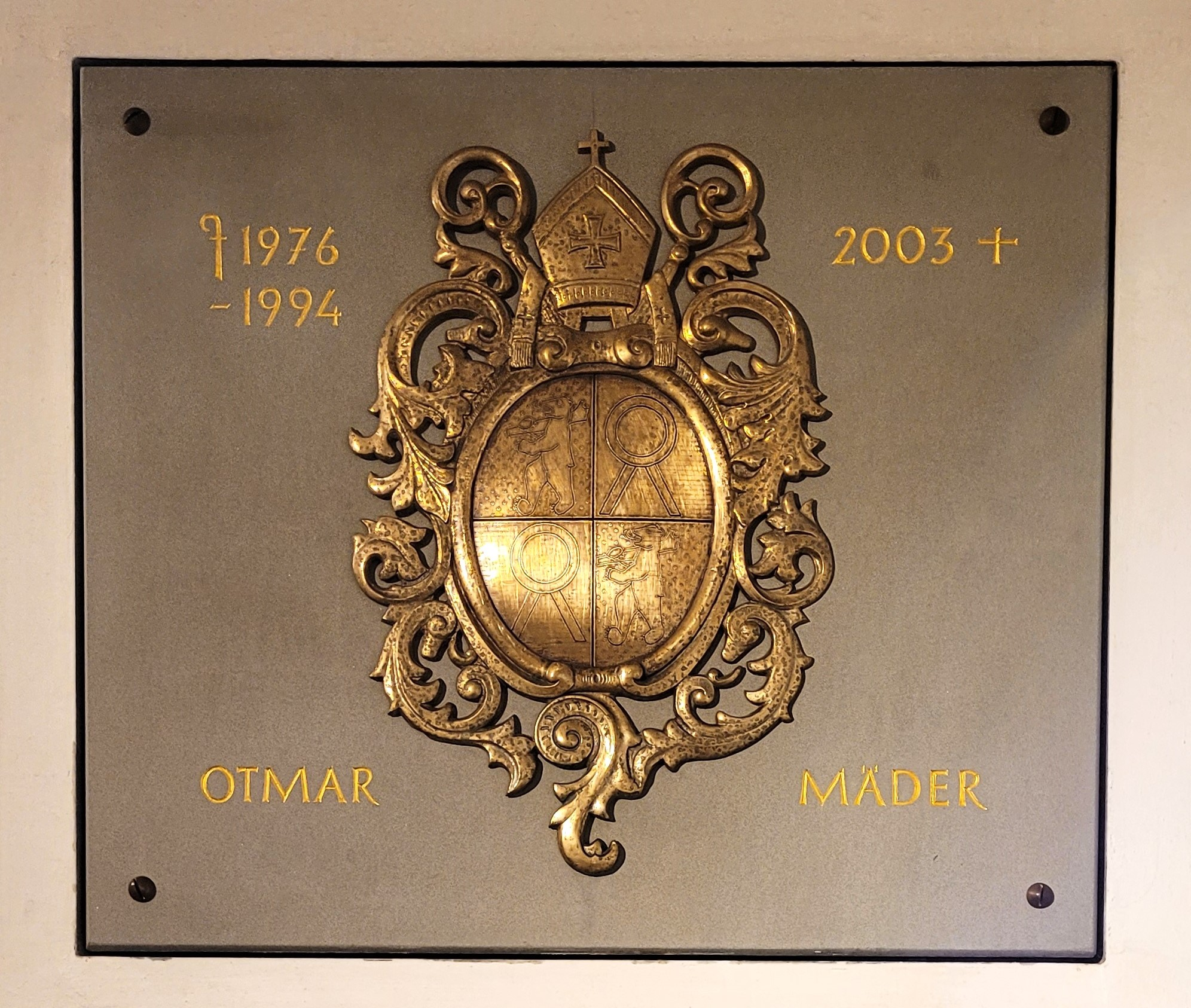
Grabplatte von Bischof Otmar Mäder (1921–2003)

Otmar Mäder (* 15. November 1921 in Mörschwil; † 25. April 2003 in St. Gallen; heimatberechtigt in Mörschwil) war von 1976 bis 1994 römisch-katholischer Bischof von St. Gallen.

## Leben
Otmar Mäder, jüngstes von 11 Kindern, studierte nach seiner Matura an der Stiftsschule Einsiedeln katholische Theologie sowie anfangs Physik und Philosophie an der Universität Fribourg, der Theologischen Fakultät der Jesuiten von ihrem Exilort am Canisianum in Sion/Sitten und nach dem Umzug der Fakultät in Innsbruck. 1947 empfing er die Priesterweihe durch Bischof Joseph Meile. 1950 wurde er an der Universität Innsbruck mit der Arbeit Das Problem der Kollektivschuld im Alten Testament zum Dr. theol. promoviert. Er war anschliessend als Seelsorger in Flawil (1950–1956), St. Gallen (1956–1961), Alt St. Johann (1961–1966), Ricken (1966–1973) und Muolen (1973–1976) tätig.
Am 25. März 1976 bestätigte Papst Paul VI. seine zwei Tage zuvor erfolgte Wahl zum Bischof von St. Gallen. Die Bischofsweihe spendete ihm am 2. Mai 1976 sein Amtsvorgänger Joseph Hasler; Mitkonsekratoren waren François-Nestor Adam, Bischof von Sion, und Anton Hänggi, Bischof von Basel und Lugano. Von 1979 bis 1983 präsidierte er die Schweizer Bischofskonferenz.
Sein gesundheitsbedingtes Rücktrittsgesuch nahm Papst Johannes Paul II. am 24. September 1994 an. Nach zwei Herzoperationen starb er 2003 und wurde in der St.-Otmars-Krypta der St. Galler Kathedrale beigesetzt.

## Wirken
Otmar Mäder wurde insbesondere als Katechet bekannt. Er formulierte den katechetischen Lehrplan für die deutschsprachige Schweiz. Er war Mitbegründer der Schweizerischen Katechetenvereinigung und engagierte sich für den Deutschen Katechetenverein oder am Europäischen Kongress in München. In der Schweizerischen Bischofskonferenz hat er das Ressort Katechese massgeblich beeinflusst.
Er war von 1980 bis 1982 und 1989 bis 1991 Präsident der Schweizer Bischofskonferenz; in seine zweite Amtszeit fiel der Streit um den damaligen Bischof Wolfgang Haas im Bistum Chur.
Otmar Mäder hatte während seines Studienaufenthaltes in Innsbruck Kontakt mit der Katholischen Österreichischen Hochschulverbindung Alpinia Innsbruck im ÖCV und wurde Ehrenmitglied der Studentenverbindung. Er war bereits Urmitglied der Akademischen Verbindung AV Leonina Freiburg im Schweizerischen Studentenverein sowie der Akademischen Verbindung AV Helvetia Oenipontana Innsbruck, der ältesten katholischen Studentenverbindung in Österreich.